# Thyropisthus evansi
Thyropisthus evansi är en mångfotingart som beskrevs av Demange 1961. Thyropisthus evansi ingår i släktet Thyropisthus och familjen Harpagophoridae. Inga underarter finns listade i Catalogue of Life.